# 死寂商場

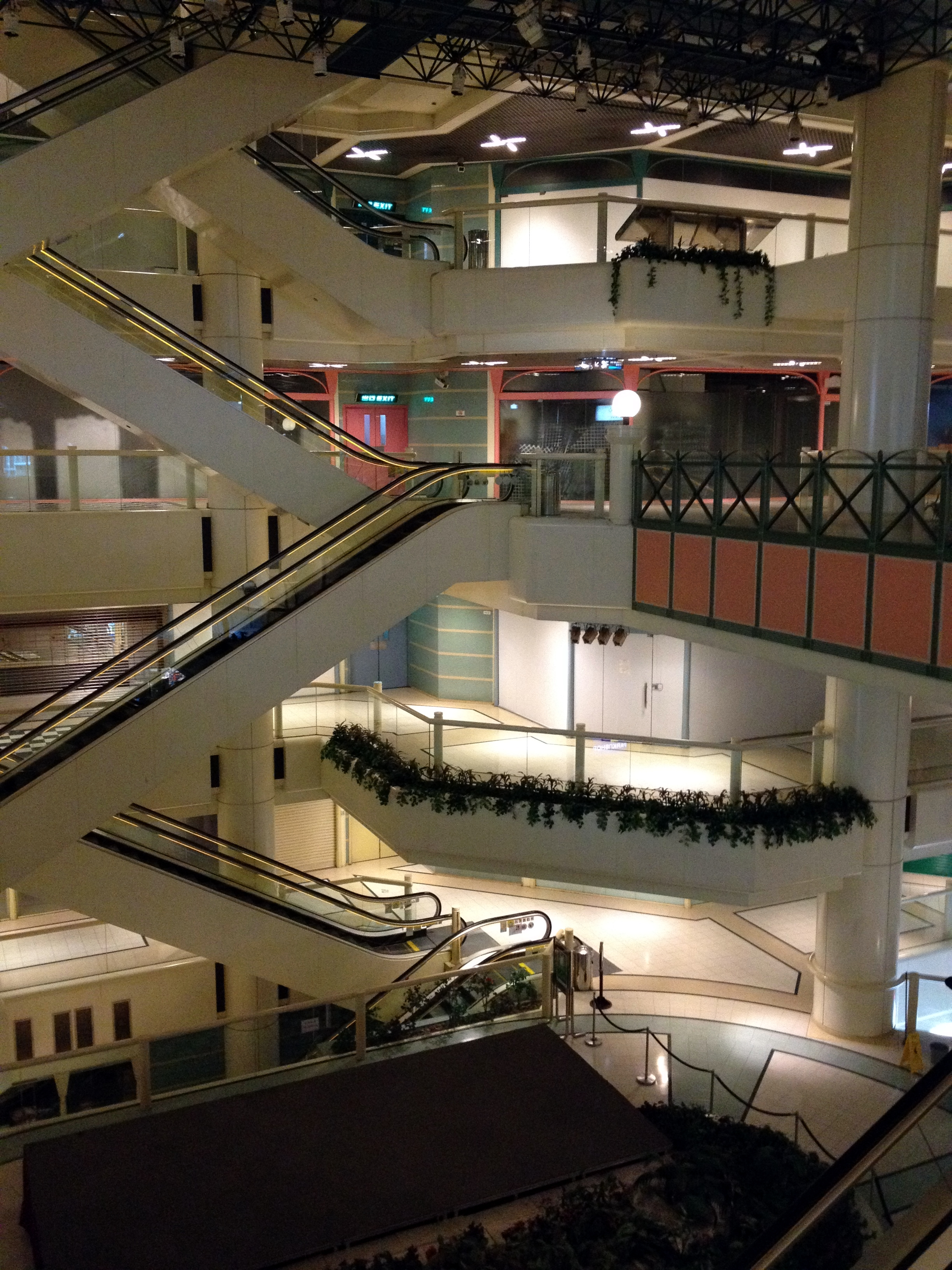
位於香港海濱廣場中庭環境昏暗，欠缺保養，多個樓層的店舖已丟空多年

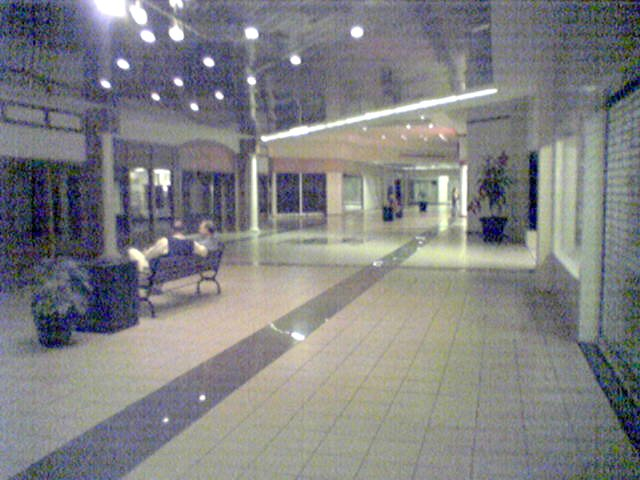
位於美國羅阿諾克 (維珍尼亞州)的Tanglewood Mall，絕大部份店舖已空置（2004年）

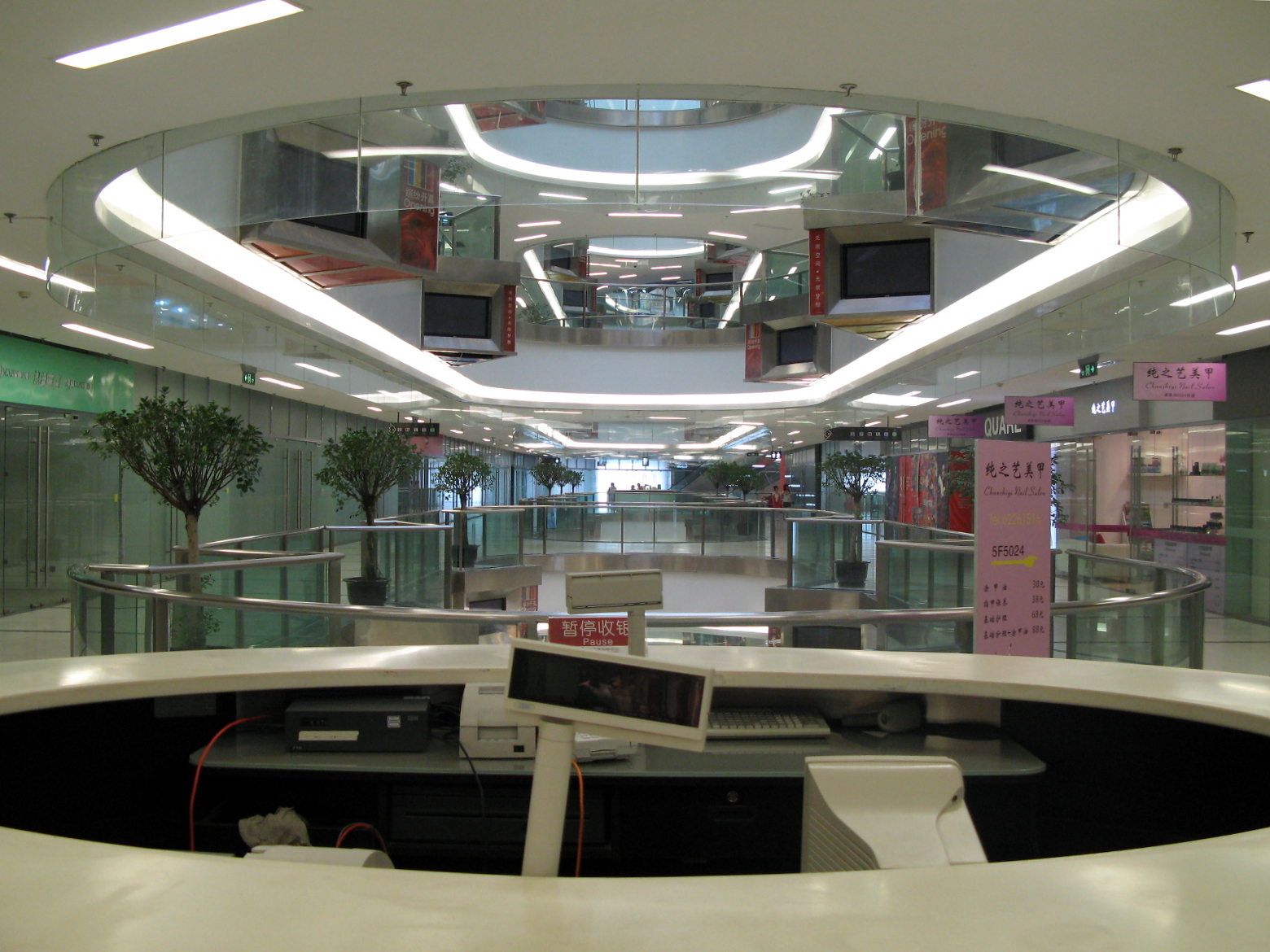
位於中國上海的龍之夢購物中心，不少店舖曾空置（2007年），經重新裝修後，現為上海其中一個人流最高的商場

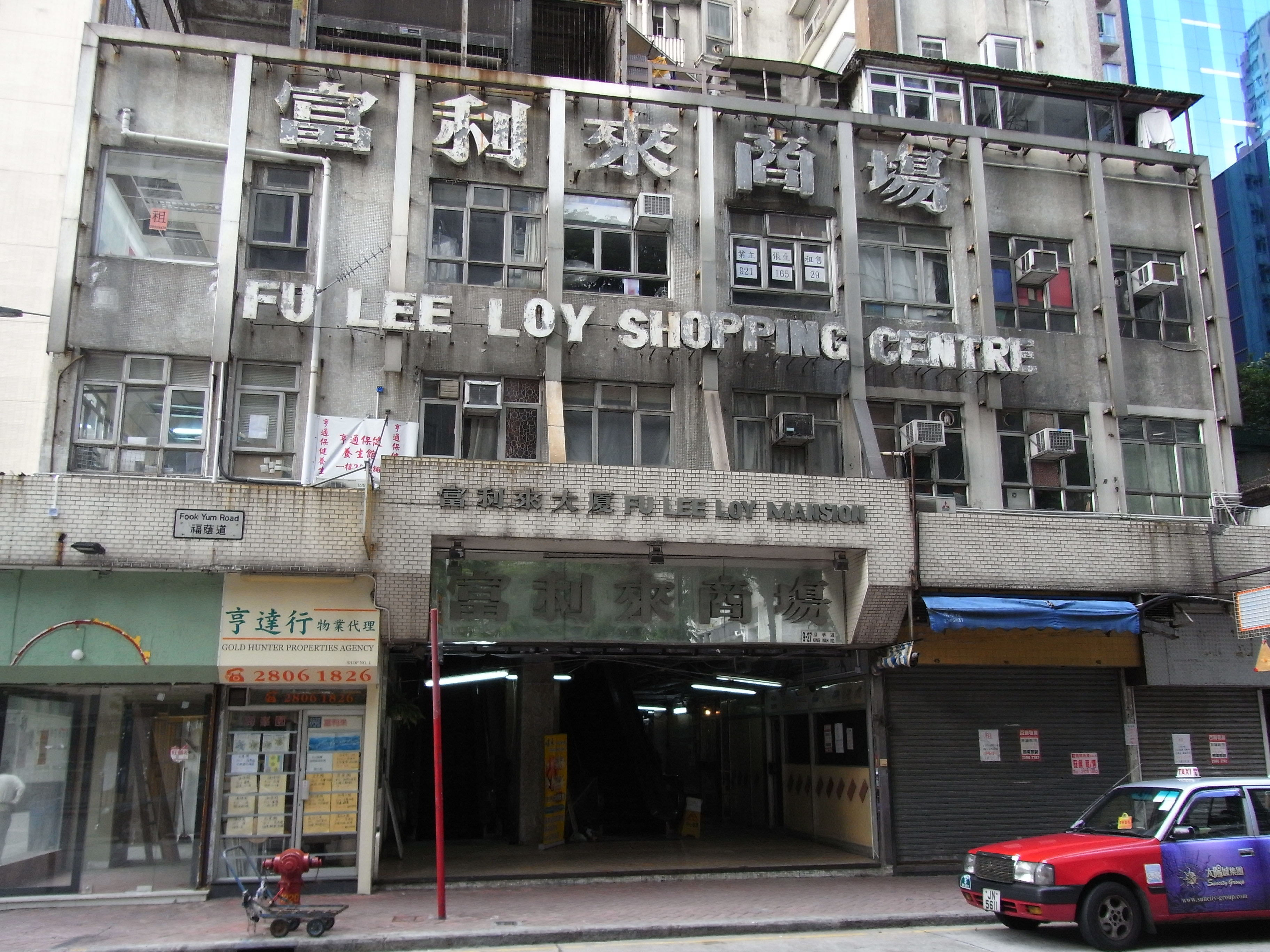
北角富利來商場

死寂商場（英語：Dead mall ，香港俗稱為死場），是指營業商舖數量偏低及人流偏低的購物商場，兩者互為因果，令死場難以起死回生。

## 主要原因
一個商場開始衰落的原因，除了因為經濟衰退，還有以下主要原因：
- 商場設計差 - 入口不明顯、欠缺扶手電梯或扶手電梯有上無落、間隔差易入難出、公眾空間狹窄寸步難行、商舖過度迷你限制商舖發揮、欠缺公眾洗手間

- 商場管理差 - 基本設施如扶手電梯、升降機、空調系統、洗手間等欠缺管理保養致故障停用

- 業權分散 - 業主不齊心，過多業主沒有固定營業時間或用作非營業的倉庫用途。商場前身多為大商戶如戲院、酒樓、百貨公司等，結業後被劏為數百個迷你商舖售出圖利，俗稱「劏場」

- 地理位置差 - 非必經之地如遠離港鐵站、遠離大型屋苑等

- 租金不合理 - 租金過高，業主寧願「吉舖」空置也不願減租

- 吸引力低 - 過多商舖售賣的商品服務本身欠缺吸引力

- 欠缺食店 - 過多商舖欠缺來去水系統致未能經營具人流保證的食店

## 具體例子

### 香港
主要集中於北角、銅鑼灣、尖東、紅磡、土瓜灣、旺角、九龍城、荃灣

#### 終極死場
- 北角富利來商場
- 北角城市花園商場地庫城市金庫
- 北角新時代廣場，更曾用作拍攝電影《生化壽屍》[2]'
- 尖沙咀首都廣場[3]
- 尖東尖東堡
- 觀塘觀塘碼頭廣場
- 旺角東京銀座／砵蘭180+商場1樓
- 深水埗深之都3樓[4]
- 北角七海商業中心地庫、1樓、2樓
- 油麻地佐敦廣場(已關閉)
- 荃灣海濱廣場，更曾用作拍攝電影《怒火》[5](已關閉)

#### 冷清死場
- 銅鑼灣銅鑼廣場[6]
- 銅鑼灣銅鑼坊
- 北角華匯中心
- 北角國賓商場
- 北角康威商場
- 北角皇都商場
- 尖東永安廣場
- 尖東南洋中心
- 尖東半島中心
- 尖東新文華中心
- 尖東好時中心
- 尖東安達中心
- 尖東港晶中心
- 尖東東海商業中心
- 尖東幸福中心
- 尖東冠華中心
- 尖沙咀新世界中心及名店城（已重建）
- 尖沙咀重慶站購物商場
- 尖沙咀港景匯商場
- 旺角W商場
- 旺角先達廣場2樓
- 旺角潮流特區
- 旺角銀城廣場
- 土瓜灣翔龍灣廣場
- 土瓜灣德信商場
- 紅磡昇御商場
- 紅磡廣場
- 紅磡置富都會商場
- 紅磡漁人碼頭商場
- 九龍城龍珠商場
- 九龍城金慧商場
- 九龍城廣場（2003年至2006年）
- 黃大仙天馬苑商場
- 黃大仙新蒲崗廣場
- 觀塘裕民中心商場1樓裕民薈
- 觀塘The Millennity
- 深水埗華麗廣場
- 長沙灣天悅廣場
- 葵芳葵芳匯商場
- 荃灣花園商場
- 荃灣如心廣場商場（至2013年）
- 荃灣地皇廣場[7]
- 荃灣荃立方[7]
- 荃灣灣景廣場（約2009年至2012年10月AEON百貨開業止）
- 沙田娛樂城
- 將軍澳慧安商場1樓
- 將軍澳翠林新城[8][9]
- 上水天平邨商場[9] (直到市場被翻新並在2019年開放)
- 屯門壹號總站[10]
- 大埔大日子
- 元朗又一新城
- 元朗同益商場
- 新田購物城（已拆卸）

### 中國大陸
- 廣州荔灣廣場
- 東莞新華南MALL
- 深圳龍崗區五洲風情購物中心（2009年10月27日吉之島結業後）

### 美國
在美國已有不少商場幾乎成為死寂商場，並沒有主要商家支持（通常是大型百貨公司），一些小型店舖因此難以經營下去，商戶的租金收入無法再讓商場得以進行公共設施的保養及維修。
美國有一個著名的死寂商場是位於伊利諾斯州哈維市的迪西廣場購物中心。在電影《福祿雙霸天》中，汽車追逐的場面便是在該購物中心內部拍攝。電影拍攝完成後，商場隨即關閉。在拍攝期間，導演將商場重新粉飾一番，務求讓觀眾以為商場仍然繼續營業中。

## 解決方法
部份冷清死場的商戶會開設自助形式無需店員的低成本欠創意服務如夾公仔機、貼紙相機、自助提貨櫃等等以維持經營，但只能有限改善人流，而且同樣無法在終極死場生存。
部份死寂商場偶然有機會得以重新發展。業主或地產商有可能將商場的建築物外觀、內部裝修及其他部份進行改建及翻新，藉此吸引更多人流及提升營業額。有些商場會重新包裝，引入具吸引力的商戶，以吸引顧客。有時也會藉交通、附近地方的發展而令商場得以重生。有些重新發展項目則會將原有的零售用途變更為辦公室及教育用途的建築物，其餘空置的商場會被拆卸及重新發展為其他用途。

## 外部連結
- Malls of America - Ongoing Study of Vintage Lost Malls （页面存档备份，存于）
- Article about the Dead Malls Competition （页面存档备份，存于）